# 智利獨立宣言

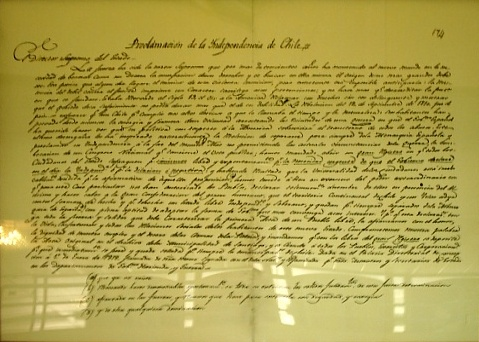
《智利獨立宣言》

《智利獨立宣言》（西班牙語：Acta de Independencia de Chile）是一份宣布智利從西班牙帝國獨立的獨立宣言文件，它在1818年1月於康塞普西翁起草，並且在1818年2月12日於塔爾卡獲得智利最高執行官貝爾納多·奧希金斯批准。1818年2月12日查卡布科戰役一週年時，智利正式舉行的獨立典禮。

## 外部連結
- （西班牙文） Proclama de la Independencia （页面存档备份，存于）, auroradechile.cl